# Uvaria latifolia
Uvaria latifolia là loài thực vật có hoa thuộc họ Na. Loài này được (Sc. Elliot) Engl. & Diels miêu tả khoa học đầu tiên năm 1901.